# Чакра (шахматы)
Чакра (англ. Chakra) — вариант шахмат, изобретённый Кристианом Фрилингом в 1980.

## История
Впервые сведения об игре были опубликованы в журнале The Gamer в 1981 (выпуск № 3), что вызвало большой интерес и продажу множества наборов. Чакра включена в 100 других игр для игры на шахматной доске (1983, 2002) Стивена Аддисона.

## Правила
Чакра играется на стандартной шахматной доске и имеет множество стандартных правил игры, как мат и пат, но нет рокировки. Каждый игрок начинает с 16 фигурами: 1 император, 1 императрица, 1 самурай, 1 монах, 2 обезьяны, 2 куртизанки, 2 чакры, 6 мечей. Император, императрица и обезьяна действуют идентично своим шахматным коллегам (король, королева и конь соответственно). Остальные фигуры действуют особым правилам:
- Самурай сочетает в себе силы шахматного короля и шахматного коня.
- Монах сочетает в себе силы шахматного короля и шахматного епископа.
- Куртизанка движется как шахматный король, но имеет дополнительную особенность; всякий раз, когда есть открытый путь к её собственному императору по горизонтали или диагонали, она может перемещаться или бить в любом направлении.
- Меч движется как шахматная пешка, за исключением взятия на проходе, на последнем поле может превращаться в любую фигуру кроме чакры.